# 真·三國無雙 連袂出擊2
《真·三國無雙 連袂出擊2》是真·三國無雙系列中的外傳電子遊戲，對應PlayStation Portable掌機平台，由日本光榮株式會社發行。日本發售日為2010年3月11日。作品大部分角色取自《真·三國無雙5》，并加入了真·無雙醒覺狀態。主要角色有趙雲、姜維、大喬、孫尚香等。

## 真·無雙醒覺狀態
以真·無雙醒覺狀態可以令角色能力大増和飛行技能所以能和妖獸戰鬥，外表也會像鬼神一般。

## 無雙軍
| 蜀     | 魏       | 吳     | 其他 |
| ------ | -------- | ------ | ---- |
| 劉備   | 曹操     | 孫堅   | 董卓 |
| 諸葛亮 | 曹丕     | 孫策   | 吕布 |
| 關羽   | 典韋     | 孫權   | 貂蟬 |
| 張飛   | 許褚     | 孫尚香 | 袁紹 |
| 趙雲   | 夏侯惇   | 周瑜   | 孟獲 |
| 龐統   | 夏侯淵   | 呂蒙   | 張角 |
| 馬超   | 曹仁     | 陸遜   |      |
| 黃忠   | 張遼     | 黃蓋   |      |
| 魏延   | 張郃     | 甘寧   |      |
| 姜維*  | 徐晃     | 凌統   |      |
| 月英   | 甄姬     | 太史慈 |      |
| 關平   | 司馬懿   | 周泰   |      |
|        | 蔡文姬** | 大喬*  |      |
|        |          | 小喬   |      |

- 為復出人物
  - 為新人物，5E裡也能使用

## 秦始皇軍
- 始皇帝(不可使用角色)
- 項羽
- 虞美人
- 黃泉

### 妖獸(不可使用角色)
- 真·辟邪
- 真·天禄
- 三頭大鷹
- 蛇面
- 火光獸

## 仙界軍
- 穆王
- 西王母
- 伏羲
- 女媧
- 三藏法師
- 孫悟空

## 外部連結
- 官方網站 （页面存档备份，存于）